# SPIRIT (PAMELAHの曲)
「SPIRIT」（スピリット）は、PAMELAHの7枚目のシングル。

## 概要
表題曲は、テレビ朝日系アニメ『地獄先生ぬ〜べ〜』の後期エンディングテーマとして採用された。PAMELAHのシングルでは最高の15万枚をセールスを記録した。
2025年現在、PAMELAHのシングルで一番売れた曲である。

## 収録曲
1. SPIRIT
作詞：水原由貴　作曲･編曲：小澤正澄
2. BABY come back to me!
作詞：水原由貴　作曲･編曲：小澤正澄
3. SPIRIT (original karaoke)

## カバー
- 萩原雪歩（浅倉杏美） - 「THE IDOLM@STER MASTER ARTIST 4 11 萩原雪歩」に収録